# The Hero of Bunko Hill
The Hero of Bunko Hill è un cortometraggio muto del 1917 scritto, sceneggiato e diretto da Leslie T. Peacocke. Victor Film Company, aveva come interpreti William Musgrave, Liane Held Carrera, Al McKinnon, Eugene Walsh.

## Produzione
Il film fu prodotto dalla Victor Film Company.

## Distribuzione
Distribuito dall'Universal Film Manufacturing Company, il film - un cortometraggio in una bobina - uscì nelle sale cinematografiche degli Stati Uniti il 2 febbraio 1917.